# Эльтит, Диамела
Диамела Эльтит (исп. Diamela Eltit; род. 24 августа 1947, Сантьяго) — чилийская писательница.

## Биография
Преподавала литературу в Технологическом университете. С 1979 года входила в авангардный Коллектив художественных действий (исп. CADA), куда также входил Рауль Сурита. CADA противостояла авторитарной культурной политике Пиночета, а Диамела, участвуя в деятельности группы, выступала с манифестами, участвовала в коллективных акциях. Осознанный маргинализм и противостояние мейнстриму определили экспериментальную поэтику романов Эльтит.
В 1990—1993 годах была культурным атташе Чили в Мексике. Неоднократно работала в университетах США как приглашённый профессор. Её супруг, бывший председатель Социалистической партии Чили Хорхе Аррате, в 2009 году выдвигался в президенты от коалиции Коммунистической, Гуманистической и ряда меньших леворадикальных и левохристианских групп.

## Творчество
Основная тема Диамелы Эльтит — влияние технологий насилия и господства на повседневную жизнь, отношения между людьми, язык и формы общения в условиях диктатуры.
Романы Эльтит переведены на английский, они привлекают внимание американских и британских исследователей.

## Романы
- Lumpérica (1983)
- Por la patria (1986)
- El cuarto mundo (1988)
- El padre mío (1989)
- Vaca sagrada (1991)
- El infarto del alma (1994)
- Los vigilantes (1994)
- Los trabajadores de la muerte (1998)
- Mano de obra (2002)
- Puño y letra (2005)
- Jamás el fuego nunca (2007)
- Impuesto a la carne (2010, номинация на национальную премию в области искусств Альтасор)
- Fuerzas especiales (2013)

## Интервью
- Morales L. Conversaciones con Diamela Eltit. Santiago: Editorial Cuarto Propio, 1998

## Признание
Премия Хосе Доносо (2010).